# Eduardo Acevedo
Eduardo Mario Acevedo Cardozo (Montevideo, 25 settembre 1959) è un allenatore di calcio ed ex calciatore uruguaiano, di ruolo difensore.

## Palmarès

### Giocatore
- Coppa America: 1

1983

### Allenatore
- Liguilla Pre-Libertadores de América: 1

Cerro: 2009